# Font de la Llet
La font de la Llet és una font natural de la serra de Collserola situada al torrent de la font de la Llet, entre l'ermita de Sant Cebrià i Santa Justina i el Revolt de la Paella de la carretera de la Rabassada, al municipi de Barcelona.
Disposa de dos brocs encastats a la roca, dels que raja un cabal molt pobre. Era una font popular a mitjans del segle xx. Es va fer famós l'Isidret, un veí d'Horta, que tan bon punt clarejava el dia, arribava a la font amb diverses garrafes dutes a coll i les omplia, per tornar al barri on ja l'esperaven per comprar-li l'aigua.